# Ranunculus mexiae
Ranunculus mexiae är en ranunkelväxtart som först beskrevs av Benson, och fick sitt nu gällande namn av T. Duncan. Ranunculus mexiae ingår i släktet ranunkler, och familjen ranunkelväxter. Inga underarter finns listade i Catalogue of Life.